# Ключаревское сельское поселение
Ключарёвское се́льское поселе́ние — упразднённое муниципальное образование в Рузаевском районе Мордовии Российской Федерации.
Административный центр — село Ключарёво.

## История
Образовано в 2005 году в границах сельсовета.
Законом от 24 апреля 2019 года, Ключарёвское сельское поселение и одноимённый ему сельсовет были упразднены, входившие в их состав населённые пункты включены в Сузгарьевское сельское поселение и одноимённый ему сельсовет.

## Население
| 2002 | 2010 | 2012 | 2013 | 2014 | 2015 | 2016 |
| ---- | ---- | ---- | ---- | ---- | ---- | ---- |
| 428  | ↗456 | ↗460 | ↗466 | ↗471 | ↗473 | ↘469 |
| 2017 | 2018 | 2019 |      |      |      |      |
| ↗475 | ↘471 | ↘454 |      |      |      |      |

## Состав сельского поселения
| № | Населённый пункт     | Тип населённого пункта | Население |
| - | -------------------- | ---------------------- | --------- |
| 1 | Ключарёво            | село                   | ↗418      |
| 2 | Ключарёвские Выселки | посёлок                | ↘3        |
| 3 | Поповка              | деревня                | ↗11       |
| 4 | Рыбный               | посёлок                | ↘24       |